# Олбия
Олбия (на италиански: Olbia) e град и община в Италия, на провинция Сасари на остров Сардиния. Населението на града е 61 048 души (1 януари 2023).